# Nåt gammalt, nåt nytt, nåt lånat, nåt blått
Nåt gammalt, nåt nytt, nåt lånat, nåt blått (Iets ouds, iets nieuws, iets geleends, iets blauws) is het vierde album van de Zweedse zanger Håkan Hellström. Het album verscheen op 28 december 2005. Het is een verzameling van oud materiaal dat de reguliere albums nooit gehaald heeft en een aantal nieuwe nummers. Tevens bevat het album twee liveopnames. De nummers "13", "Jag vill ha allting" en "Augusti i helvetet" zijn Zweedse interpretaties van nummers van andere muzikanten. Het album bevat twee live opnames die Håkan Hellström speelde samen met de Zweedse band Eldkvarn op Nalen.

## Tracklist
1. 13 (Zweedse interpretatie van "Thirteen" van Big Star)
2. Klubbland (Clubland)
3. Så länge du är med mig (Zolang je bij mij bent)
4. Jag vill ha allting (Ik wil alles hebben) (Zweedse interpretatie van "I want everything" van Luna)
5. Precis som Romeo (Net als Romeo)
6. Augusti i Helvetet (Augustus in hel) (Zweedse interpretatie van "Don't let him take your love from me" van The four tops)
7. Jag hatar att jag älskar dig och jag älskar dig så mycket att jag hatar mig (Ik haat dat ik ik van je hou en ik hou zo veel van je dat ik mezelf haat)
8. Evert Taube
9. Fade Away
10. Går vidare (Verder gaan)
11. Gatan fram (Op straat) (live vanuit Nalen)
12. Fairytale of New York (live vanuit Nalen)